# Oriental Wrestling Entertainment
Oriental Wrestling Entertainment (OWE) (东方职业摔角) es una empresa de lucha libre profesional china fundada en 2017. Los shows de OWE normalmente combinan lucha con actuaciones musicales del grupo SNH48 de chicas de C-pop. La promoción actualmente promueve un campeonato como parte de sus eventos. OWE tiene relaciones laborales con All Elite Wrestling (AEW), Future Stars of Wrestling y la empresa mexicana The Crash, con sede en los Estados Unidos.

## Historia
Si bien el concepto de la lucha libre profesional ha estado bien establecido en Europa y América del Norte desde el siglo XIX, y en Japón desde el final de la Segunda Guerra Mundial, China no estuvo expuesta a la lucha libre profesional antes del cambio de milenio. La primera promoción de lucha libre profesional china, China Wrestling Entertainment, se creó en 2004, promoviendo los eventos de lucha profesional tradicional, pero luchó por mantenerse rentable. En 2017, el director de cine chino Fu Huayang creó Oriental Wrestling Entertainment, con sede en Shanghái, y comenzó una búsqueda de talento entre más de 200,000 solicitantes que tenían antecedentes en artes marciales, seleccionando un grupo de 50 personas para entrenarse para la lucha libre profesional.
A principios de 2018, OWE comenzó una relación de trabajo con Dragon Gate, presentando a los aprendices de OWE que trabajan en los eventos de Dragon Gate y la CIMA principal de Dragon Gate entrenándolos, ayudando a OWE a promocionar su primer espectáculo oficial, "La leyenda del dragón" 2 de febrero, en Shanghái, con los luchadores de Dragon Gate y la plantilla de OWE. El 7 de mayo, Cima anunció que él, T-Hawk, El Lindaman y Takehiro Yamamura abandonaban Dragon Gate, y se mudaban de Japón a China para participar en OWE. Cima se anunció como entrenador en jefe y presidente de OWE y comenzó a entrenar a los jóvenes talentos.
Más tarde, OWE comenzó una asociación con Future Stars of Wresting, con sede en Las Vegas, Nevada, enviando a CIMA y tres participantes a los shows de FSW, así como a varios miembros de la lista de FSW que viajan a China. Cima y varios estudiantes de OWE también aparecieron para otras promociones, como la Australasian Wrestling Federation (AWF), WRESTLE-1 y en los shows de DDT Pro-Wrestling.
El 8 de enero de 2019, la nueva empresa All Elite Wrestling (AEW) con sede en los Estados Unidos anunció que había llegado a un acuerdo de asociación con Oriental Wrestling Entertainment que incluiría a los luchadores de OWE que trabajan para AEW y viceversa. Ese mismo mes, la empresa mexicana The Crash anunció que habían llegado a un acuerdo con OWE para colaborar en eventos de lucha libre en el futuro. El 23 de febrero, OWE anunció su primer título de campeonato activo: el Campeonato Anual de OWE.

## Estilo e influencias culturales
Oriental Wrestling Entertainment presenta espectáculos y actuaciones en el ring a la cultura de la China continental, ajustando el concepto de lucha profesional a su audiencia. El luchador chino Ho Ho Lun describió la diferencia entre OWE y otras compañías que han promovido la lucha como "OWE está poniendo lucha en Kung Fu, mientras que personas como The Slam se han esforzado por poner a Kung Fu en lucha". La mayoría de los gallos chinos de OWE tienen artes marciales, especialmente Shaolin Kung Fu, con el estilo y los conceptos de las artes marciales que influyen en el producto y la presentación.
La parte de la presentación de OWE se centra en educar a los espectadores sobre los detalles de la lucha libre profesional, como videos antes de los partidos que explican que los combates se pueden ganar con un pinfall de 3 caídas. Durante los eventos, el comentario se transmite a través del sistema de megafonía en la arena, ayudando a guiar a los fanáticos sobre a quién animar y así sucesivamente. En la cultura asiática, generalmente se considera una falta de respeto que las personas sean ruidosas o abucheadas, lo que a su vez hace que los fanáticos permanezcan callados y aplaudan cortésmente durante las luchas, o que alienten la acción sin abuchear a ninguno de los competidores del ring. La mayoría de los heels han sido extranjeros. Los shows de OWE han sido descritos como shows de variedades, combinando exhibiciones de artes marciales por parte de la lista de OWE, actuaciones musicales de C-pop como SNH48 y luchas de lucha.
Otro aspecto de su presentación es el impacto de las reglas y normas del gobierno chino para eventos de entretenimiento. El vicepresidente de OWE, Michael Nee, explicó que "la lucha típica puede ser un poco demasiado violenta. Si intentamos copiar el estilo japonés (puroresu) y ponerlo en el mercado chino, nuestro producto será asesinado por el gobierno". Como resultado de las restricciones culturales y en un esfuerzo por presentar un producto más "chino", OWE se centra en la cultura de las artes marciales chinas y en la difusión de la conciencia a escala global, presentando ángulos de lucha, historias y personajes en anillo de manera muy diferente y más tranquila. En comparación con las empresas occidentales como la WWE.

## Asociaciones
Aunque es poco frecuente, durante su historia, OWE ha trabajado con otras promociones de lucha libre en esfuerzos de colaboración:
| Año           | Empresa                  |
| ------------- | ------------------------ |
| 2018          | Dragon Gate              |
| 2018-presente | Future Stars of Wresting |
| 2019-presente | All Elite Wrestling      |
| 2019-presente | The Crash                |

## Campeonatos
| Campeonato                   | Actual campeón | Reinado | Días  | Localización    | Ex-campeón |
| ---------------------------- | -------------- | ------- | ----- | --------------- | ---------- |
| Dragon's Legend Championship | General Guan   | 1       | 2206+ | Shanghái, China | Inaugural  |

## Personal de OWE
OWE tiene una lista permanente de 35 luchadores chinos que están todos bajo un contrato de 10 años y se les proporciona instalaciones de capacitación y alojamiento en la misma línea que los grupos de C-pop respaldados por sellos discográficos. OWE también tiene cuatro luchadores japoneses con contratos a tiempo completo y generalmente atrae luchadores extranjeros en forma individual.

### Plantel de luchadores y otros

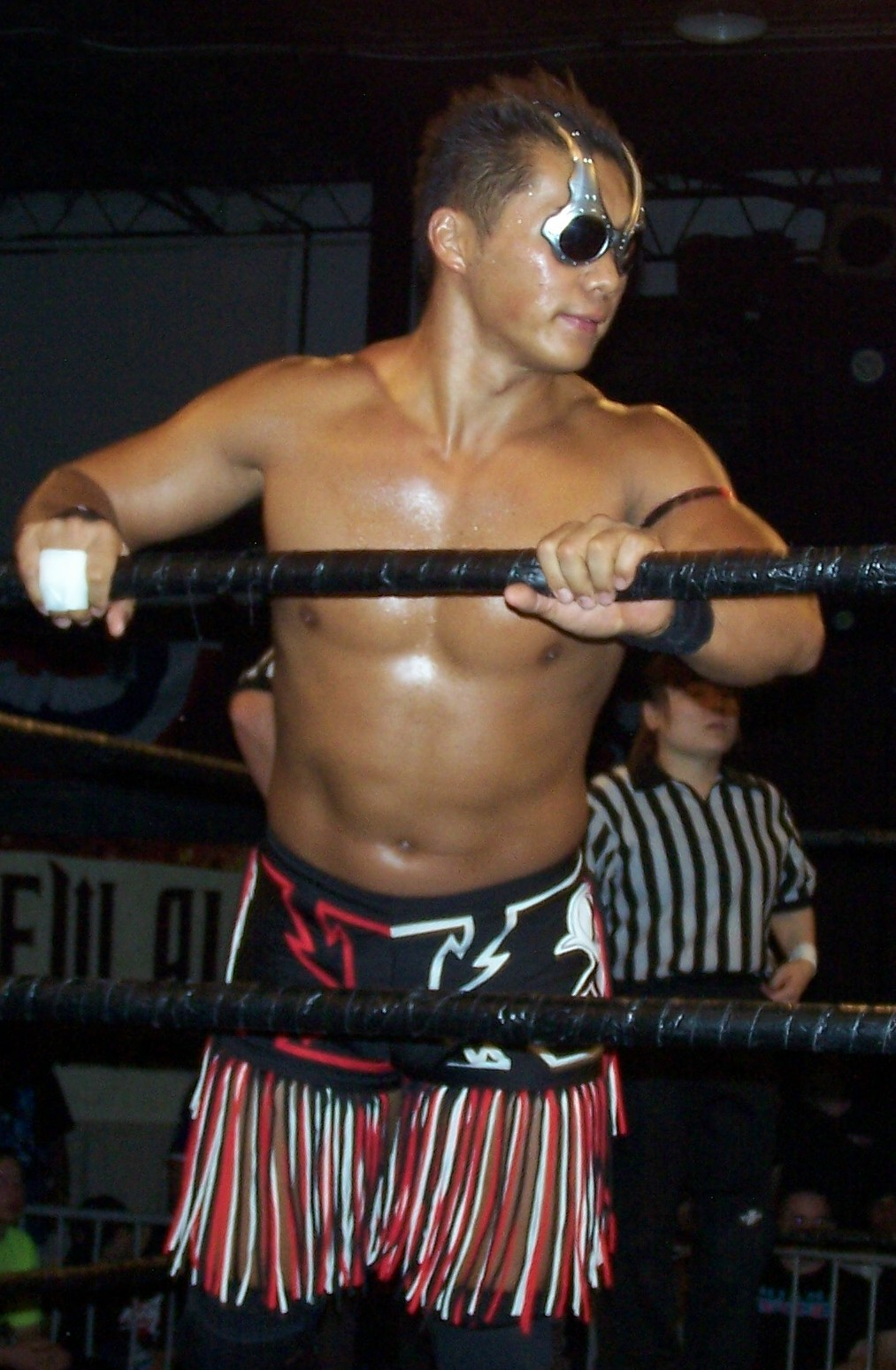
CIMA, Entrenador en jefe de OWE.

#### Luchadores
| Nombre               | Nombre Real       | Notas                                                          |
| -------------------- | ----------------- | -------------------------------------------------------------- |
| Captain Achilles Ben | Desconocido       |                                                                |
| Sugar Brown          | Desconocido       |                                                                |
| Jake Cafe            | Desconocido       |                                                                |
| Sun Chao             | Desconocido       |                                                                |
| Mao Chenxiang        | Desconocido       |                                                                |
| CIMA                 | Nobuhiko Oshima   | Entrenador. Presidente Firmó contrato con All Elite Wrestling. |
| The Commando         | Desconocido       |                                                                |
| Duan Dihang          | Desconocido       |                                                                |
| Damian Drake         | Desconocido       |                                                                |
| The General          | Desconocido       |                                                                |
| Yang Hao             | Desconocido       |                                                                |
| Fan Hewei            | Desconocido       |                                                                |
| Tang Huaqi           | Desconocido       |                                                                |
| Minor Gregory Jade   | Desconocido       |                                                                |
| Wang Jin             | Desconocido       |                                                                |
| Gao Jingjia          | Desconocido       |                                                                |
| Zhao Junjie          | Desconocido       |                                                                |
| Clutch Kucera        | Desconocido       |                                                                |
| El Lindaman          | Yuga Hayashi      |                                                                |
| Mario Bugatti        | Desconocido       |                                                                |
| Jack Manley          | Desconocido       |                                                                |
| Remy Marcel          | Desconocido       |                                                                |
| Fan Qiuyang          | Desconocido       |                                                                |
| Spyder Warrior       | Desconocido       |                                                                |
| Titan                | Desconocido       |                                                                |
| T Hawk               | Takuya Onodera    |                                                                |
| Wuljijimuren         | Desconocido       |                                                                |
| Chen Xiangke         | Desconocido       |                                                                |
| Cui Xiangmeng        | Desconocido       |                                                                |
| Liu Xinxi            | Desconocido       |                                                                |
| Takehiro Yamamura    | Takehiro Yamamura |                                                                |
| Lu Ye                | Desconocido       |                                                                |
| Duan Yingnan         | Desconocido       |                                                                |
| Zhao Yilong          | Desconocido       |                                                                |
| Ren Yuhang           | Desconocido       |                                                                |
| Xiong Zhiyu          | Desconocido       |                                                                |

#### Luchadoras
| Nombre     | Nombre Real | Notas |
| ---------- | ----------- | ----- |
| Mazzerati  | Desconocido |       |
| Zeda Zhang | Julia Ho    |       |

#### Equipo de transmisión
| Nombre      | Nombre Real          | Notas                                   |
| ----------- | -------------------- | --------------------------------------- |
| Skayde      | Jorge Rivera Soriano | Productor.                              |
| Michael Nee | Michael Nee          | Vicepresidente ejecutivo. Comentarista. |